# Al Kass International Cup 2016
La Al Kass International Cup de 2016 o Al Kass U17 es la quinta edición de este torneo. Es una competición anual de fútbol juvenil organizada por Al Kass con la colaboración de la Academia Aspire y la Asociación de Fútbol de Catar. Se disputó entre los días 5 y 15 de febrero en Doha, Catar. El formato del torneo fue de cuatro grupos con tres equipos cada uno. Calificaron a la Fase Final los equipos que ocuparon el Primer y Segundo lugar de cada grupo.

## Equipos participantes
| Inter Milan             | Red Bull Salzburgo | Aspire Football Dreams | Aspire Catar   |
| Celtic FC               | Al-Ahli            | París Saint-Germain    | Real Madrid    |
| Estudiantes de La Plata | Shanghái Greenland | SL Benfica             | Kashiwa Reysol |

## Cuadro Final
|  | Cuartos de final        | Cuartos de final   |                    |             | Semifinales   | Semifinales        |   |  | Final         | Final         |  |
|  | 10 y 11 de febrero      | 10 y 11 de febrero |                    |             | 13 de febrero | 13 de febrero      |   |  | 15 de febrero | 15 de febrero |  |
|  |                         |                    |                    |             |               |                    |   |  |               |               |  |
|  |                         |                    |                    |             |               |                    |   |  |               |               |  |
|  | Inter Milan             | 2                  |                    |             |               |                    |   |  |               |               |  |
|  | Inter Milan             | 2                  |                    |             |               |                    |   |  |               |               |  |
|  | Estudiantes de La Plata | 0                  |                    |             |               |                    |   |  |               |               |  |
|  | Estudiantes de La Plata | 0                  |                    | Inter Milan | 0             |                    |   |  |               |               |  |
|  |                         |                    |                    | Inter Milan | 0             |                    |   |  |               |               |  |
|  |                         |                    | Aspire Int. Dreams | 2           |               |                    |   |  |               |               |  |
|  | Aspire Int. Dreams      | 1                  | Aspire Int. Dreams | 2           |               |                    |   |  |               |               |  |
|  | Aspire Int. Dreams      | 1                  |                    |             |               |                    |   |  |               |               |  |
|  | Al-Ahli                 |                    |                    |             |               |                    |   |  |               |               |  |
|  |                         |                    |                    |             |               | Aspire Int. Dreams | - |  |               |               |  |
|  |                         |                    |                    |             |               |                    | - |  |               |               |  |
|  |                         |                    | Real Madrid        | -           |               |                    |   |  |               |               |  |
|  | Real Madrid             | 0 (6)              | Real Madrid        | -           |               |                    |   |  |               |               |  |
|  | Real Madrid             | 0 (6)              |                    |             |               |                    |   |  |               |               |  |
|  | Kashiwa Reysol          | 0 (5)              |                    |             |               |                    |   |  |               |               |  |
|  | Kashiwa Reysol          | 0 (5)              |                    | Real Madrid | 2 (9)         |                    |   |  |               |               |  |
|  |                         |                    |                    | Real Madrid | 2 (9)         |                    |   |  |               |               |  |
|  |                         |                    | Red Bull Salzburgo | 2 (8)       |               |                    |   |  |               |               |  |
|  | Aspire Academy          | 0                  | Red Bull Salzburgo | 2 (8)       |               |                    |   |  |               |               |  |
|  | Aspire Academy          | 0                  |                    |             |               |                    |   |  |               |               |  |
|  | Red Bull Salzburgo      | 4                  |                    |             |               |                    |   |  |               |               |  |
|  | Red Bull Salzburgo      | 4                  |                    |             |               |                    |   |  |               |               |  |
|  |                         |                    |                    |             |               |                    |   |  |               |               |  |

- Datos: Q25407348